# Bob Jones University Museum & Gallery
Bob Jones University Museum & Gallery bezeichnet die Kunstsammlung der Bob Jones University in Greenville (South Carolina).
Der Evangelikale Bob Jones d. Ä. (1883–1968) gründete nach dem Ersten Weltkrieg die Universität und wurde auch deren erster Präsident. Sein Sohn, Bob Jones d. J. (1911–1997), folgte ihm 1947 als Präsident nach. Da er sich bereits während seiner Jugend für christliche Kunst begeisterte, begann er als zweiter Präsident für die Universität eine Kunstsammlung aufzubauen.
Anlässlich der Feierlichkeiten zu Thanksgiving konnte Bob Jones d. J. im November 1951 die ersten Gemälde offiziell der Universität übergeben. Unter diesen 25 Ölgemälden befanden sich auch ein Botticelli und zwei Tintorettos.
1956 bezog das Museum ein eigenes Gebäude auf dem Campus und bereits zehn Jahre später umfasste die Sammlung ca. 250 Gemälde. Nach einem weiteren Umzug innerhalb des Universitätsgeländes wurde die Sammlung aus der Universitätsverwaltung ausgegliedert und zu einer selbstständigen Gesellschaft (Corporation) umfunktioniert. Bei dieser Gelegenheit erhielt die Kunstsammlung ihren jetzigen Namen – „Bob Jones University Museum & Gallery“.
Der Schwerpunkt dieser Sammlung liegt weiterhin in christlicher/sakraler Kunst. Die Bestände wuchsen kontinuierlich und 2008 konnte das Museum eine Zweigstelle in der Innenstadt von Greenville eröffnen. Da die Besucherzahlen seit einigen Jahren zurückgingen, wurde das Museum 2017 geschlossen.
Bob Jones III., ein Sohn von Bob Jones d. J., leitete zwischen 1971 und 2005 als dritter Präsident die Bob Jones University und betreut momentan die Sammlung.